# Palm
Palm, Inc. — американська компанія-виробник кишенькових персональних комп'ютерів і смартфонів на основі Palm OS — лінійок продуктів Zire, Tungsten, Treo і аксесуарів до них. У минулому також випускала продукти сімейства Palm. У 2010 році придбана корпорацією Hewlett-Packard.

## Історія
Palm Computing, Inc. була заснована в 1992 році, її засновники — Джефф Хокінс (Jeff Hawkins), Дона Дубінські (Donna Dubinsky) і Ед Колліган (Ed Colligan) — пізніше стали винахідниками Palm Pilot. Компанія була створена з метою розробки кишенькового пристрою, названого Zoomer. Пристрій вироблялося фірмою Casio, просувалося на ринок компанією Tandy, а Palm надавала програмне забезпечення для того, щоб пристрій міг працювати як персональний органайзер. Zoomer зазнав комерційного провалу, але Palm змогла вижити завдяки продажам програми синхронізації для пристроїв HP і програмі розпізнавання рукописного введення для Apple Newton.
У 1995 році компанія була куплена корпорацією US Robotics. У 1997 після того як US Robotics була поглинена 3Com, Palm стала дочірньою компанією 3Com. У червні 1998 року засновники Palm стали незадоволені тим, у якому напрямку веде компанію 3Com, покинули компанію і заснували Handspring.
3Com зробив Palm незалежною компанією і з 2 березня 2000 її акції стали торгуватися на майданчику NASDAQ.
У 2001 році Palm, Inc. за 11 млн доларів придбала активи компанії Be Inc., після чого було розпочато процедуру ліквідації Be Inc.
У вересні 2003 року компанія Be Inc. виграла процес проти Microsoft, звинувативши її в нечесній конкуренції, яка полягала в тому, що та забороняла виробникам персональних комп'ютерів встановлювати на свої вироби операційні системи, відмінні від Windows. У результаті рішення суду Microsoft виплатила Be Inc. 23250000 доларів.
У серпні 2003 року підрозділ компанії, що займається пристроями, було злито з Handspring і виділено в окрему компанію palmOne, Inc. При цьому підрозділ з розробки програмного забезпечення (Palm OS) став називатися PalmSource, Inc.; Торговою маркою «Palm» володіли обидві компанії спільно. У квітні 2005 року palmOne викупила у PalmSource її частку у володінні торговою маркою «Palm» за 30 млн дол У липні 2005 року palmOne знову стала називатися Palm, Inc.
26 вересня 2005 Palm розповсюдила інформацію про своє партнерство з Verizon і Майкрософт, з метою створення нового комунікатора Palm Treo 700w, що працює під управлінням Windows Mobile. Про початки продажів пристрою було оголошено на виставці CES 2006 на початку січня 2006 року.
У грудні 2006 року компанія Palm, Inc. за 44 мільйони доларів придбала у ACCESS Co., Ltd. (Поглинула PalmSource, Inc.) Безстрокову ліцензію на вихідний код Palm OS 5.4 Garnet, що дозволяє їй модифікувати та використовувати в будь-яких своїх продуктах. Однак, компанія Palm, Inc. відмовилася від ліцензування Access Linux Platform і почала розробку власної версії операційної системи, заснованої на ядрі Linux.
8 січня 2009 на виставці CES в Лас-Вегасі була представлена нова версія операційної системи, заснована на ядрі Linux, названа Palm webOS, а також анонсований перший смартфон в якому буде застосована дана ОС — Palm Pre (для американського ринку) .
А 11 лютого 2009 року на конференції інвесторів Ед Колліган зазначив, що компанія Palm, Inc. більше не буде випускати продуктів на основі PalmOS — і всі зусилля компанії будуть спрямовані на розвиток Palm webOS .
У квітні 2010 року було оголошено про продаж Palm компанії Hewlett-Packard за $ 1,2 млрд (цікаво, що на початок 2010 року власником 30% акцій Palm був Боно (Пол Девід Хьюсон), лідер ірландської рок-групи U2). 1 липня 2010 угода була успішно закрита, а Palm остаточно поглинений компанією Hewlett-Packard.